# Man kann nie wissen

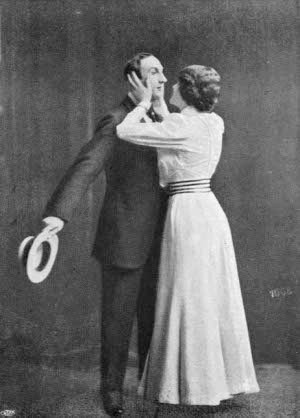
"Man kann nie wissen" mit Olof und Frida Winnerstrand (1908)

Man kann nie wissen ist ein Schauspiel in vier Akten von George Bernard Shaw (original: You Never Can Tell, frühere Übersetzung unter dem Titel Der verlorene Vater). Die Komödie entstand 1895 in London und gehört zu den Erquicklichen Stücken (Plays Pleasant), die Shaw 1898 veröffentlichte.
Uraufführung: am 26. November 1899 am Royalty Theatre in London.
Spieldauer: ca. 2 Stunden
Ort und Zeit der Handlung: Ein englisches Seebad im ausgehenden 19. Jahrhundert.

## Inhalt
Die Erfolgsautorin und Frauenrechtlerin Margaret Clandon kehrt mit ihren Kindern Gloria, Dolly und Philipp nach England zurück, das sie vor 18 Jahren verlassen hat. Im Seehotel lassen sie es sich, umsorgt vom Oberkellner, gutgehen. Frau Clandon trifft dort nicht nur ihren alten Mitstreiter, Freund und Anwalt McComas wieder, sie begegnet etwas überraschend auch ihrem verlassenen Ehemann, dem Vater ihrer Kinder. Dieses Wiedersehen und Kennenlernen findet unter skurrilen Umständen zuerst in einer Zahnarztpraxis und später bei einem völlig verkorksten Mittagessen statt. Bei den Eltern lässt die Begegnung auf beiden Seiten alte, unverheilte Wunden aufbrechen. Die Kinder reagieren auf das Zusammentreffen teils mit unverblümter Frechheit und Abgeklärtheit, teils ernsthaft und sehr direkt. Letztlich erkennen sie aber, dass neben der modernen Mutter auch der emotionale Vater in vielen Dingen recht hat. Die älteste Tochter, Gloria verliebt sich schließlich auf Umwegen in den charmanten, aber mittellosen Zahnarzt Dr. Valentine. Im Krieg der Geschlechter ziehen die beiden alle Register und liegen sich, zum Entsetzen beider Elternteile, am Ende in den Armen.

## Entstehung
Im Jahr 1895 wollte Shaw seine Arbeit als Dramatiker eigentlich aufgeben. Als Theaterrezensent blieb er aber mit dem anspruchslosen Angebot der Londoner Bühnen konfrontiert und versuchte es noch einmal mit einem Gegenstück. Shaw begann im Juli 1895 mit einer Komödie, legte sie wenig später jedoch wieder beiseite. Erst im Dezember nahm er die Arbeit wieder auf und beendete You never can tell (Man kann nie wissen) im Mai 1896. Eine erste Inszenierung durch das Haymarket Theatre musste 1897 während der Proben abgebrochen werden, da die Schauspieler das Stück für nicht spielbar erklärten. Einen Rettungsversuch, der vor allem die Passagen zur Wirkweise der Liebe im 2. Akt betroffen hätte, lehnte Shaw ab: Sonst wäre wohl nur eine Farce übriggeblieben, die er ja eigentlich unterwandern wollte. Er legte Wert darauf, ein ernsthaftes Gegenstück zu Oscar Wildes The Importance of Being Earnest (Bunbury) geschrieben zu haben, dessen geistreiche Witzeleien und Wortspiele ihm unerträglich erschienen, weil sie ihn nur amüsierten, aber nicht berührten.

## Veröffentlichung / Erstaufführungen
1898 wandte Shaw sich vorübergehend vom Theaterbetrieb ab und veröffentlichte seine bisherigen Dramen, darunter auch Man kann nie wissen, in Buchform. Erst am 26. November 1899 führte die Stage Society am Royal Theatre in London das Stück erstmals öffentlich auf, nach einer Copyright-Performance am Bijou Theatre am 23. März 1898. Die Deutschsprachige Erstaufführung fand 1906 in Berlin unter dem Titel Der verlorene Vater statt.

## Hörspielbearbeitungen
- 1946: Man kann nie wissen – Regie: Hanns Farenburg (Berliner Rundfunk)[1]
- 1967: Man kann nie wissen – Bearbeitung und Regie: Ferry Bauer (ORF Oberösterreich)[2]

Quellen

## Shaw überMan kann nie wissen
Das Ding ist ein Gedicht und ein Dokument, eine Predigt und ein Fest, alles in einem.